# Tinie Tempah/Diskografie
Diese Diskografie ist eine Übersicht über die musikalischen Werke des britischen Rappers Tinie Tempah. Den Quellenangaben und Schallplattenauszeichnungen zufolge hat er bisher mehr als 17,3 Millionen Tonträger verkauft, davon alleine in seiner Heimat über 13,4 Millionen. Seine erfolgreichste Veröffentlichung ist die Single Written in the Stars mit über 2,4 Millionen verkauften Einheiten.

## Alben

### Studioalben
| Jahr | Titel         | Höchstplatzierung, Gesamtwochen, AuszeichnungChartplatzierungen (Jahr, Titel, Platzierungen, Wochen, Auszeichnungen, Anmerkungen) | Höchstplatzierung, Gesamtwochen, AuszeichnungChartplatzierungen (Jahr, Titel, Platzierungen, Wochen, Auszeichnungen, Anmerkungen) | Höchstplatzierung, Gesamtwochen, AuszeichnungChartplatzierungen (Jahr, Titel, Platzierungen, Wochen, Auszeichnungen, Anmerkungen) | Höchstplatzierung, Gesamtwochen, AuszeichnungChartplatzierungen (Jahr, Titel, Platzierungen, Wochen, Auszeichnungen, Anmerkungen) | Höchstplatzierung, Gesamtwochen, AuszeichnungChartplatzierungen (Jahr, Titel, Platzierungen, Wochen, Auszeichnungen, Anmerkungen) | Anmerkungen                                               |
| Jahr | Titel         | DE | AT | CH | UK | US | Anmerkungen                                               |
| ---- | ------------- | --- | --- | --- | --- | --- | --------------------------------------------------------- |
| 2010 | Disc-Overy    | — | — | CH73 (6 Wo.)CH | UK1 ×3Dreifachplatin · (84 Wo.)UK                                                                                                 | US21 (4 Wo.)US | Erstveröffentlichung: 1. Oktober 2010 Verkäufe: 1.000.000 |
| 2013 | Demonstration | DE80 (1 Wo.)DE | — | CH29 (1 Wo.)CH | UK3 Gold · (25 Wo.)UK | — | Erstveröffentlichung: 1. November 2013                    |
| 2017 | Youth         | — | — | CH99 (1 Wo.)CH | UK9 Gold · (6 Wo.)UK | — | Erstveröffentlichung: 14. April 2017                      |

### Mixtapes
- 2005: Chapter 1 Verse 1–22
- 2007: Hood Economics Room 147
- 2010: The Micro Mixtape
- 2011: Foreign Object
- 2011: Happy Birthday
- 2015: Junk Food

### EPs
- 2009: Sexy Beast Vol. 1
- 2010: iTunes Festival: London 2010

## Singles

### Als Leadmusiker
| Jahr | Titel Album                                 | Höchstplatzierung, Gesamtwochen, AuszeichnungChartplatzierungen (Jahr, Titel, Album, Platzierungen, Wochen, Auszeichnungen, Anmerkungen) | Höchstplatzierung, Gesamtwochen, AuszeichnungChartplatzierungen (Jahr, Titel, Album, Platzierungen, Wochen, Auszeichnungen, Anmerkungen) | Höchstplatzierung, Gesamtwochen, AuszeichnungChartplatzierungen (Jahr, Titel, Album, Platzierungen, Wochen, Auszeichnungen, Anmerkungen) | Höchstplatzierung, Gesamtwochen, AuszeichnungChartplatzierungen (Jahr, Titel, Album, Platzierungen, Wochen, Auszeichnungen, Anmerkungen) | Höchstplatzierung, Gesamtwochen, AuszeichnungChartplatzierungen (Jahr, Titel, Album, Platzierungen, Wochen, Auszeichnungen, Anmerkungen) | Anmerkungen                                                               |
| Jahr | Titel Album                                 | DE | AT | CH | UK | US | Anmerkungen                                                               |
| ---- | ------------------------------------------- | --- | --- | --- | --- | --- | ------------------------------------------------------------------------- |
| 2006 | Wifey –                                     | — | — | — | — | — | Erstveröffentlichung: 2006                                                |
| 2008 | Tears –                                     | — | — | — | — | — | Erstveröffentlichung: 2008                                                |
| 2010 | Pass Out Disc-Overy                         | — | — | — | UK1 ×3Dreifachplatin · (65 Wo.)UK | — | Erstveröffentlichung: 28. Februar 2010                                    |
| 2010 | Frisky Disc-Overy                           | — | — | — | UK2 Platin · (24 Wo.)UK | — | Erstveröffentlichung: 7. Juni 2010 feat. Labrinth                         |
| 2010 | Written in the Stars Disc-Overy             | DE83 (4 Wo.)DE | AT75 (1 Wo.)AT | CH47 (24 Wo.)CH | UK1 ×2Doppelplatin · (36 Wo.)UK | US12 Platin · (20 Wo.)US | Erstveröffentlichung: 19. September 2010 feat. Eric Turner                |
| 2010 | Miami 2 Ibiza Disc-Overy • Until One        | DE46 (9 Wo.)DE | AT36 (11 Wo.)AT | CH19 (20 Wo.)CH | UK4 ×2Doppelplatin · (27 Wo.)UK | — | Erstveröffentlichung: 8. Oktober 2010 vs. Swedish House Mafia             |
| 2010 | Invincible Disc-Overy                       | DE39 (10 Wo.)DE | AT62 (4 Wo.)AT | CH33 (9 Wo.)CH | UK11 Silber · (14 Wo.)UK | — | Erstveröffentlichung: 26. Dezember 2010 feat. Kelly Rowland               |
| 2010 | Wonderman Disc-Overy                        | — | — | — | UK12 Gold · (21 Wo.)UK | — | Erstveröffentlichung: 4. März 2011 feat. Ellie Goulding                   |
| 2011 | We Bring the Stars Out –                    | — | — | — | UK40 (2 Wo.)UK | — | feat. Labrinth; Live-Single von den BRIT Awards                           |
| 2011 | Simply Unstoppable Disc–Overy               | — | — | — | UK33 (3 Wo.)UK | — | Promoveröffentlichung: 20. April 2011                                     |
| 2011 | Till I’m Gone Disc-Overy (New Version)      | — | — | CH69 (1 Wo.)CH | UK24 Silber · (14 Wo.)UK | US90 (4 Wo.)US | Erstveröffentlichung: 14. Mai 2011 feat. Wiz Khalifa                      |
| 2013 | Trampoline Demonstration                    | — | — | — | UK3 Silber · (11 Wo.)UK | — | Erstveröffentlichung: 5. August 2013 feat. 2 Chainz                       |
| 2013 | Don’t Sell Out Demonstration                | — | — | — | UK70 (1 Wo.)UK | — | Promoveröffentlichung: September 2013                                     |
| 2013 | Children of the Sun Demonstration           | — | — | CH47 (4 Wo.)CH | UK6 Silber · (8 Wo.)UK | — | Erstveröffentlichung: Oktober 2013 feat. John Martin                      |
| 2013 | Someday (Place in the Sun) Demonstration    | DE88 (1 Wo.)DE | — | CH61 (2 Wo.)CH | UK87 (1 Wo.)UK | — | Erstveröffentlichung: 15. November 2013 feat. Ella Eyre                   |
| 2014 | Lover Not a Fighter Demonstration           | — | — | — | UK16 (10 Wo.)UK | — | Erstveröffentlichung: 2. Februar 2014 feat. Labrinth                      |
| 2015 | Not Letting Go I Cry When I Laugh und Youth | — | — | — | UK1 Platin · (21 Wo.)UK | — | Erstveröffentlichung: 19. Juni 2015 feat. Jess Glynne                     |
| 2016 | Girls Like Youth                            | DE83 Gold · (7 Wo.)DE | — | — | UK5 ×2Doppelplatin · (31 Wo.)UK | — | Erstveröffentlichung: 26. Februar 2016 feat. Zara Larsson                 |
| 2016 | Mamacita Youth                              | — | — | — | UK45 Silber · (9 Wo.)UK | — | Erstveröffentlichung: 17. Juni 2016 feat. Wizkid                          |
| 2017 | Text from Your Ex Youth                     | — | — | — | UK23 Silber · (9 Wo.)UK | — | Erstveröffentlichung: 20. Januar 2017 feat. Tinashe                       |
| 2017 | Chasing Flies Youth                         | — | — | — | — | — | Erstveröffentlichung: 20. Januar 2017 feat. Nea                           |
| 2017 | Find Me Youth                               | — | — | — | — | — | Erstveröffentlichung: 7. April 2017 feat. Jake Bugg                       |
| 2017 | Dum Dum –                                   | — | — | — | — | — | Erstveröffentlichung: 22. September 2017 mit Kideko & Becky G             |
| 2020 | Top Winners –                               | — | — | — | UK64 (4 Wo.)UK | — | Erstveröffentlichung: 16. März 2020 feat. Not3s                           |
| 2023 | How You Samba –                             | — | — | — | — | — | Erstveröffentlichung: 12. Mai 2023 mit Kris Kross Amsterdam & Sofía Reyes |

### Als Gastmusiker
| Jahr | Titel Album                        | Höchstplatzierung, Gesamtwochen, AuszeichnungChartplatzierungen (Jahr, Titel, Album, Platzierungen, Wochen, Auszeichnungen, Anmerkungen) | Höchstplatzierung, Gesamtwochen, AuszeichnungChartplatzierungen (Jahr, Titel, Album, Platzierungen, Wochen, Auszeichnungen, Anmerkungen) | Höchstplatzierung, Gesamtwochen, AuszeichnungChartplatzierungen (Jahr, Titel, Album, Platzierungen, Wochen, Auszeichnungen, Anmerkungen) | Höchstplatzierung, Gesamtwochen, AuszeichnungChartplatzierungen (Jahr, Titel, Album, Platzierungen, Wochen, Auszeichnungen, Anmerkungen) | Höchstplatzierung, Gesamtwochen, AuszeichnungChartplatzierungen (Jahr, Titel, Album, Platzierungen, Wochen, Auszeichnungen, Anmerkungen) | Anmerkungen                                                                                         |
| Jahr | Titel Album                        | DE | AT | CH | UK | US | Anmerkungen                                                                                         |
| ---- | ---------------------------------- | --- | --- | --- | --- | --- | --------------------------------------------------------------------------------------------------- |
| 2011 | Eyes Wide Shut Outta This World    | — | — | — | UK8 Gold · (12 Wo.)UK | — | Erstveröffentlichung: 13. Februar 2011 JLS feat. Tinie Tempah                                       |
| 2011 | Hitz No More Idols                 | — | — | — | UK39 Silber · (9 Wo.)UK | — | Erstveröffentlichung: 15. Juli 2011 Chase & Status feat. Tinie Tempah                               |
| 2011 | Earthquake The Gallery             | — | — | — | UK2 ×2Doppelplatin · (51 Wo.)UK | — | Erstveröffentlichung: 23. Oktober 2011 Labrinth feat. Tinie Tempah                                  |
| 2012 | R.I.P. Ora                         | DE36 (11 Wo.)DE | AT51 (2 Wo.)AT | CH46 (4 Wo.)CH | UK1 Platin · (26 Wo.)UK | — | Erstveröffentlichung: 4. Mai 2012 Rita Ora feat. Tinie Tempah                                       |
| 2012 | Drinking from the Bottle 18 Months | — | — | — | UK5 Platin · (30 Wo.)UK | — | Erstveröffentlichung: 29. Juli 2012 Calvin Harris feat. Tinie Tempah                                |
| 2014 | Tsunami (Jump) –                   | — | — | — | UK1 Platin · (16 Wo.)UK | — | Erstveröffentlichung: 9. März 2014 Dvbbs & Borgeous feat. Tinie Tempah                              |
| 2014 | Crazy Stupid Love Only Human       | — | — | — | UK1 Platin · (22 Wo.)UK | — | Erstveröffentlichung: 21. Juli 2014 Cheryl Cole feat. Tinie Tempah                                  |
| 2015 | Slick Rick –                       | — | — | — | — | — | Erstveröffentlichung: 26. April 2015 J Spades feat. Tinie Tempah & Professor Green                  |
| 2015 | Turn the Music Louder (Rumble) –   | — | — | — | UK1 Platin · (18 Wo.)UK | — | Erstveröffentlichung: 16. Oktober 2015 KDA feat. Tinie Tempah & Katy B                              |
| 2017 | Forever –                          | — | — | — | — | — | Erstveröffentlichung: 15. Dezember 2017 Sigma feat. Quavo, Tinie Tempah, Yxng Bane & Sebastian Kole |
| 2018 | Bancomat Rockstar                  | — | — | — | — | — | Erstveröffentlichung: 9. Februar 2018 Sfera Ebbasta feat. Tinie Tempah                              |

## Musikvideos
| Jahr | Titel                    | Regie            |
| ---- | ------------------------ | ---------------- |
| 2006 | Wifey                    | Adam Brown       |
| 2007 | Hood Economics           | Adam Brown       |
| 2008 | Tears                    | Adam Brown       |
| 2010 | Pass Out                 | Tim Brown        |
| 2010 | Frisky                   | Tim Brown        |
| 2010 | Written in the Stars     | Alex Herron      |
| 2010 | Miami 2 Ibiza            | Christian Larson |
| 2010 | Game Over                | Adam Powell      |
| 2010 | Invincible               | Max & Dania      |
| 2010 | Eyes Wide Shut           | Syndrome         |
| 2011 | Wonderman                | Robert Hale      |
| 2011 | Simply Unstoppable       | Al Sux           |
| 2011 | Hitz                     | AG Rojas         |
| 2011 | Till I’m Gone            | Dori Oskowitz    |
| 2011 | Earthquake               | Syndrome         |
| 2011 | You Know What            | Jabari Johnson   |
| 2012 | Angels & Stars           | P.R. Brown       |
| 2012 | R.I.P.                   | Emil Nava        |
| 2013 | Drinking from the Bottle | AG Rojas         |
| 2013 | Trampoline               | Dawn Shadforth   |
| 2013 | Children of the Sun      | Jon Augustavo    |
| 2014 | Lover Not a Fighter      | Emil Nava        |
| 2014 | 5 Minutes                | Si&Ad            |
| 2014 | Tears Run Dry            | Rankin           |
| 2015 | Not Letting Go           | Charlie Robins   |
| 2015 | We Don’t Play No Games   | VERTEX           |
| 2016 | Girls Like               | Craig Moore      |
| 2016 | Mamacita                 | Craig Moore      |
| 2017 | Something Special        | Veryrare         |
| 2017 | Chasing Flies            | Emil Nava        |
| 2017 | Text from Your Ex        | Craig Moore      |
| 2017 | Shadows                  | Oliver Jennings  |
| 2017 | Find Me                  | Frost            |

## Statistik

### Chartauswertung
|                     | DE    | AT    | CH    | UK    | US    |
| ------------------- | ----- | ----- | ----- | ----- | ----- |
| Nummer-eins-Alben   | DE—DE | AT—AT | CH—CH | UK1UK | US—US |
| Top-10-Alben        | DE—DE | AT—AT | CH—CH | UK3UK | US—US |
| Alben in den Charts | DE1DE | AT—AT | CH3CH | UK3UK | US1US |

|                       | DE    | AT    | CH    | UK     | US    |
| --------------------- | ----- | ----- | ----- | ------ | ----- |
| Nummer-eins-Singles   | DE—DE | AT—AT | CH—CH | UK7UK  | US—US |
| Top-10-Singles        | DE—DE | AT—AT | CH—CH | UK15UK | US—US |
| Singles in den Charts | DE5DE | AT4AT | CH7CH | UK26UK | US2US |

### Auszeichnungen für Musikverkäufe
| Goldene Schallplatte - Australien - 2010: für die Single Pass Out - 2015: für die Single Not Letting Go - Belgien - 2016: für die Single Girls Like - Dänemark - 2012: für das Streaming R.I.P. - 2013: für das Streaming Drinking From The Bottle - 2025: für die Single Written in the Stars - Italien - 2013: für die Single Drinking From The Bottle - 2016: für die Single Girls Like - Kanada - 2025: für die Single Miami 2 Ibiza - Neuseeland - 2010: für die Single Invincible - 2013: für die Single R.I.P. - 2013: für die Single Drinking From The Bottle - 2015: für die Single Tsunami (Jump) - 2018: für das Album Disc-Overy - 2020: für das Album Youth | Platin-Schallplatte - Australien - 2010: für die Single Written in the Stars - 2012: für die Single R.I.P. - 2014: für die Single Tsunami (Jump) - 2016: für die Single Girls Like - Dänemark - 2017: für die Single Girls Like - Italien - 2016: für die Single Not Letting Go - Kanada - 2010: für die Single Written in the Stars - Neuseeland - 2015: für die Single Written in the Stars - 2021: für die Single Not Letting Go - Niederlande - 2023: für die Single How You Samba - Polen - 2024: für die Single Girls Like - Schweden - 2011: für die Single Written in the Stars - 2013: für die Single Drinking From The Bottle | 2× Platin-Schallplatte - Australien - 2013: für die Single Drinking From The Bottle - 2021: für die Single Miami 2 Ibiza - Neuseeland - 2014: für die Single Earthquake - 2024: für die Single Girls Like - Norwegen - 2012: für die Single Earthquake - 2020: für die Single Girls Like 4× Platin-Schallplatte - Australien - 2012: für die Single Earthquake 5× Platin-Schallplatte - Schweden - 2012: für die Single Miami 2 Ibiza 10× Platin-Schallplatte - Norwegen - 2012: für die Single Written in the Stars |

Anmerkung: Auszeichnungen in Ländern aus den Charttabellen bzw. Chartboxen sind in ebendiesen zu finden.
| Land/RegionAuszeichnungen für Musikverkäufe (Land/Region, Auszeichnungen, Verkäufe, Quellen) | Silber     | Gold       | Platin       | Verkäufe   | Quellen                           |
| -------------------------------------------------------------------------------------------- | ---------- | ---------- | ------------ | ---------- | --------------------------------- |
| Australien (ARIA)                                                                            | —          | 2× Gold2   | 12× Platin12 | 910.000    | aria.com.au                       |
| Belgien (BRMA)                                                                               | —          | Gold1      | —            | 15.000     | ultratop.be                       |
| Dänemark (IFPI)                                                                              | —          | 3× Gold3   | Platin1      | 135.000    | ifpi.dk                           |
| Deutschland (BVMI)                                                                           | —          | Gold1      | —            | 200.000    | musikindustrie.de                 |
| Italien (FIMI)                                                                               | —          | 2× Gold2   | Platin1      | 100.000    | fimi.it                           |
| Kanada (MC)                                                                                  | —          | Gold1      | Platin1      | 120.000    | musiccanada.com                   |
| Neuseeland (RMNZ)                                                                            | —          | 6× Gold6   | 6× Platin6   | 150.000    | aotearoamusiccharts.co.nz NZ2 NZ3 |
| Niederlande (NVPI)                                                                           | —          | —          | Platin1      | 80.000     | nvpi.nl                           |
| Norwegen (IFPI)                                                                              | —          | —          | 14× Platin14 | 240.000    | ifpi.no                           |
| Polen (ZPAV)                                                                                 | —          | —          | Platin1      | 50.000     | olis.pl                           |
| Schweden (IFPI)                                                                              | —          | —          | 7× Platin7   | 280.000    | sverigetopplistan.se              |
| Vereinigte Staaten (RIAA)                                                                    | —          | —          | Platin1      | 1.000.000  | riaa.com                          |
| Vereinigtes Königreich (BPI)                                                                 | 7× Silber7 | 4× Gold4   | 21× Platin21 | 14.100.000 | bpi.co.uk                         |
| Insgesamt                                                                                    | 7× Silber7 | 20× Gold20 | 66× Platin66 |            |                                   |